# Maria Dorota Majewska
Maria Dorota Czajkowska-Majewska – polska neurobiolog, profesor nauk medycznych.

## Życiorys
Studia z biochemii i biofizyki ukończyła na Uniwersytecie Łódzkim w 1972. Stopień doktorski z neurochemii otrzymała w Centrum Medycyny Doświadczalnej i Klinicznej PAN w 1979. 
Przez ponad 20 lat mieszkała w USA, gdzie pracowała w University of Missouri, Uniwersytecie Harvarda oraz w Narodowych Instytutach Zdrowia (National Institute of Mental Health, National Institute on Alcohol Abuse and Alcoholism, National Institute on Drug Abuse). W tym czasie badała neurochemiczne i neuropatologiczne mechanizmy odpowiedzialne za uszkodzenie mózgu podczas niedokrwienia i anoksemii, ochronne efekty znieczulenia w przypadkach niedokrwiennego uszkodzenia mózgu oraz kwestie biomedyczne związane z nadużywaniem alkoholu i kokainy.
Po powrocie do Polski pracowała w Katedrze Biologii Wydziału Biologii i Nauk o Środowisku Uniwersytetu Kardynała Stefana Wyszyńskiego. Tytuł naukowy profesora nauk medycznych otrzymała w 2007.
Jest autorką książek: Nowy lepszy? człowiek (wyd. Żak, Warszawa 2005, ISBN 83-89501-29-5) oraz Człowiek globalny. Globalizacja, ewolucja, historia kobiet, neuropolityka, neuroekonomia, kryzys ekologiczny (Państwowy Instytut Wydawniczy, Warszawa 2009, ISBN 978-83-06-03188-1). 
Na dorobek naukowy M. Majewskiej składa się szereg opracowań oryginalnych publikowanych m.in. w czasopismach takich jak: „Brain Research”, „Progress in Neurobiology”, „European Journal of Pharmacology: Molecular Pharmacology”, „Journal of Pharmacology and Experimental Therapeutics" oraz „Psychoneuroendocrinology”.

### Kontrowersje
Choć w mediach powołuje się na zatrudnienie w Instytucie Psychiatrii i Neurologii PAN, w oficjalnym oświadczeniu z 2016 roku dyrektor tej placówki poinformował, że M. Majewska nigdy nie była etatowym pracownikiem tej jednostki, a jej poglądy dotyczące szczepień w żaden sposób nie mogą być postrzegane jako pogląd czy opinia Instytutu Psychiatrii i Neurologii PAN.
Jest propagatorką tez o szkodliwości szczepień dzieci (kontrowersja szczepionkowa). M. Majewska podaje że, szczepionki obniżają inteligencję, zaś do ich produkcji używa się metali ciężkich, a także "ścieków z odpadów przemysłowych".